# Tour della nazionale maschile di rugby a 15 dell'Argentina 1979
Nella seconda metà degli anni settanta il rugby argentino si mostra sulla scena internazionale. È l'epoca di Hugo Porta, considerato il più grande giocatore argentino di tutti i tempi ed eletto nel 1985 il miglior mediano di apertura del mondo
Dopo quelli del 1976 e 1978 in Europa quello del 1979 è uno storico tour dei "Pumas" ancora capitanati da Hugo Porta: Vincono 5 partite su 6 contro le selezioni provinciali Neozelandesi e perdono onorevolmente due volte contro gli All Blacks.

## Match preparatori
Furono disputati dei match preparatori contro Uruguay (a Montevideo), Cile (a Buenos Aires, vinta 88 a 7) oltre che contro le selezioni delle federazioni provinciali di Córdoba, Santa Fe e Rosario.

## Risultati
| Arbitro: | W.L. Adlam |

|         |      |                                         |
|         | mt   | Madero A. Iachetti Sansot G. Travaglini |
|         | tr   | Porta (2)                               |
| Whittle | c.p. | Porta (2)                               |

| Arbitro: | G. Duffy |

|                     |      |                 |
| G. Cunningham       | mt   | Petersen Madero |
|                     | tr   | Sansot (2)      |
| M. Richards R. Dunn | c.p. | Sansot (2)      |
| M. Richards         | drop |                 |

| Arbitro: | T. Docey |

|                      |      |                   |
| A. Tatana K. Granger | mt   | Loffreda Petersen |
| G. Old               | tr   | Porta (2)         |
|                      | c.p. | Porta (2)         |
|                      | drop | Porta             |

| Arbitro: | G. Harrison |

|                 |      |                           |
|                 | mt   | Sansot Cappelletti Mastai |
|                 | tr   | Porta                     |
| G. Rowlands (4) | c.p. | Porta (3)                 |
|                 | drop | Porta (3)                 |

| Arbitro: | Mike Farnworth |

|             |      |                       |
|             | mt   | Loffreda Soares Gache |
|             | tr   | Porta                 |
| S. Davidson | c.p. | Porta                 |
| P. Martin   | drop | Porta Madero          |

| Arbitro: | G. Harrison |

|               |      |           |
| R. Wilson (5) | c.p. | Porta     |
| Dunn          | drop | Porta (2) |

| Arbitro: | N. Thomas |

|              |      |                    |
| R. Teahen    | mt   | Sansot Ure Picardo |
|              | tr   | Porta              |
| T. Kelly (3) | c.p. | Porta              |
|              | drop | Porta (2)          |

| Arbitro: | Thomas Doocey |

|                            |      |           |
| G. Cunningham D. Loveridge | mt   |           |
| R. Wilson (2)              | tr   |           |
| R. Wilson                  | c.p. | Porta (2) |

| Arbitro: | J. Pring |

|                   |      |                  |
| G. Taylor Mc Lean | mt   | R. Landajo Porta |
| M. Codlin (2)     | tr   |                  |
| M. Codlin (2)     | c.p. |                  |
|                   | drop | Porta            |